# Deportivo La Guaira Fútbol Club "B"
El Deportivo La Guaira B es un equipo de fútbol de Venezuela que juega en la Tercera División de Venezuela, la tercera categoría de fútbol en el país.

## Historia
Fue fundado en el año 2011 en la ciudad de La Guaira como el equipo filial del Deportivo La Guaira, por lo que no puede jugar en la Primera División de Venezuela ni en la Copa Venezuela, aunque sí puede descender de categoría.
El club pasó sus primeros años en la Tercera División de Venezuela hasta que en la temporada 2014/15 consigue el ascenso a la Segunda División de Venezuela por primera vez en su historia. Para la temporada 2016 el equipo desciende a Tercera División de Venezuela